# Austrocercoides zwicki
Austrocercoides zwicki är en bäcksländeart som beskrevs av Joachim Illies 1975. Austrocercoides zwicki ingår i släktet Austrocercoides och familjen Notonemouridae. Inga underarter finns listade i Catalogue of Life.